# Il cerchio di fuoco
Il cerchio di fuoco (Appointment with Danger) è un film statunitense del 1951 diretto da Lewis Allen.
È un film poliziesco a sfondo noir con protagonisti Alan Ladd, Phyllis Calvert e Paul Stewart.

## Produzione
Il film, diretto da Lewis Allen su una sceneggiatura di Richard L. Breen e Warren Duff, fu prodotto da Paramount Pictures e girato nell'Illinois, nell'Indiana e nei Paramount Studios in California dal 27 luglio al settembre del 1949. Il titolo di lavorazione fu United States Mail.

## Distribuzione
Il film fu distribuito negli Stati Uniti dal 9 maggio 1951 al cinema dalla Paramount Pictures. È stato poi pubblicato in DVD negli Stati Uniti dalla Olive Films nel 2010.
Alcune delle uscite internazionali sono state:
- in Germania Ovest l'11 giugno 1951 (Inspektor Goddard)
- in Svezia il 6 agosto 1951 (Möte med faran)
- in Portogallo il 31 agosto 1951 (Suprema Derrota)
- in Austria il 9 novembre 1951 (Inspektor Goddard)
- in Filippine il 1º aprile 1952 (Davao)
- in Francia il 25 aprile 1952 (Échec au hold-up)
- in Belgio (Échec au hold-up)
- nei Paesi Bassi (Politiespionnen)
- in Grecia (Rantevou me ton kindyno)
- in Spagna (Reto a la muerte)
- in Italia (Il cerchio di fuoco)

## Promozione
Le tagline furono:
- "Two women... one good, one bad... help Ladd keep his appointment with danger!" ("Due donne... una buona, una cattiva... aiutano Ladd non mancare al suo appuntamento con pericolo! ").
- "Alan Ladd as the U.S. Mail's ace agent smashes the biggest mail robbery plan in history!" ("Alan Ladd nel ruolo dell'agente dell'U.S. Mail contro la più grande rapina postale mai progettata negli Stati Uniti!").